# Каскаморрас

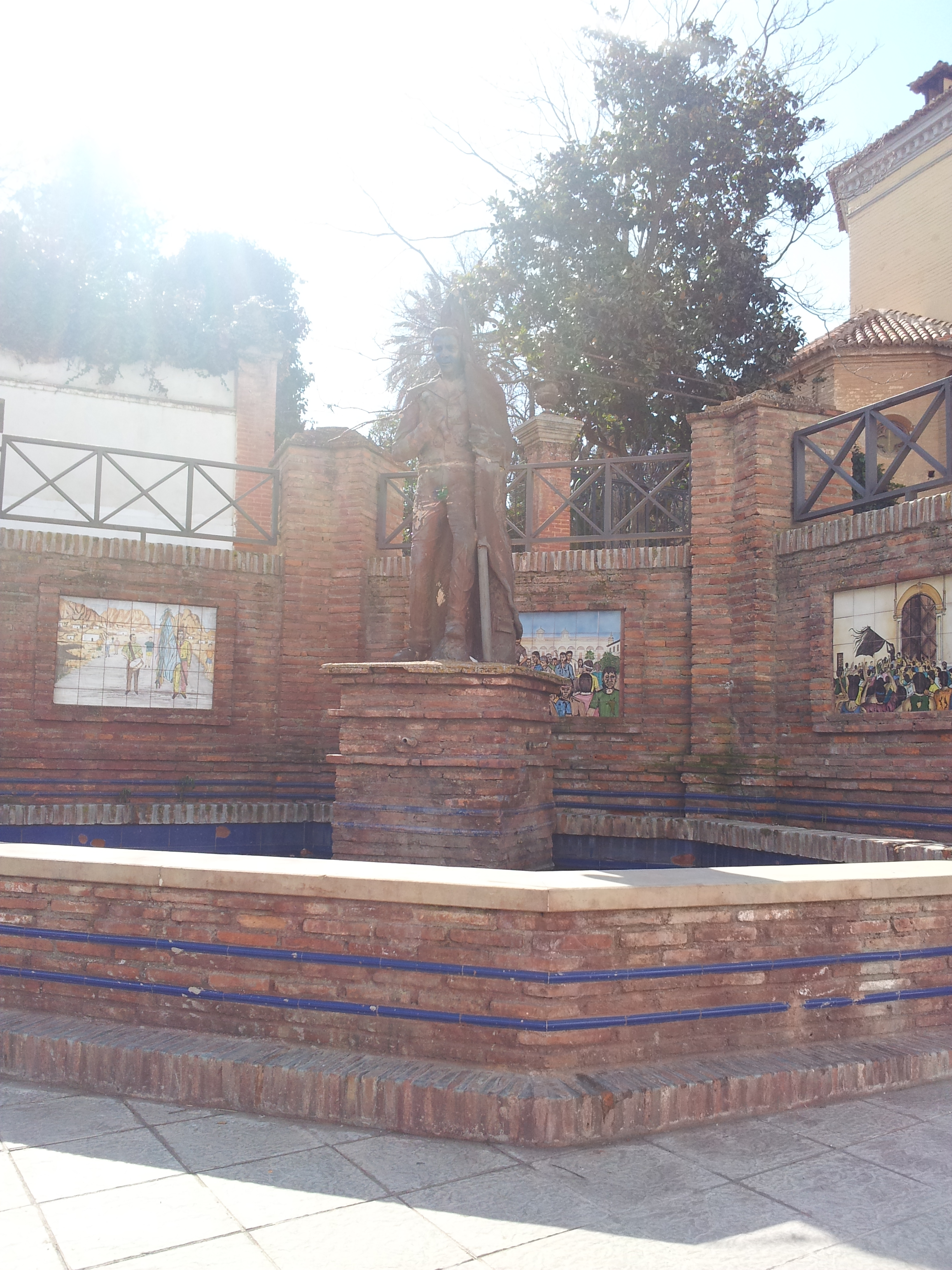
Статуя Каскаморрас в Гуадікс

Фестиваль Каскаморрас відбувається в містах Гуадікс і База в провінції Гранада, Іспанія, щорічно 6 по 9 вересня. Два міста борються за статую Пресвятої Діви.
В 2006 році фестиваль отримав статус "Національного туристичного надбання Іспанії".

## Історія
Гвадікс і База, два Андалузьких міста в провінції Гранада, сусіди, сестри і конкуренти. Каскаморрас, робочий з міста Гвадікс, знайшов серед щебеню похований святий образ Богоматері Милосердя під час роботи на території землі База. За підтримки своїх земляків, він спробував доставити священний образ до свого рідного міста, але базанці схопили його, перш ніж він дістався до Гвадіксу. Робочого покарали за крадіжку священної реліквії — закидали яйцями і обмазали брудом. Коли Каскаморрас повернувся в Гвадікс з порожніми руками, його співвітчизники, які чекали образ Богородиці, були глибоко розчаровані. У пошуках компромісу жителі двох міст уклали договір відповідно до якого один житель Гвадіксу зможе забрати статуетку якщо дістанеться до монастиря в Базі і при цьому залишиться чистим. З тих пір, згадуючи ті події База і Гвадікс святкують фестиваль Каскаморрас протягом трьох днів в кінці літа щороку.